# François-Xavier Dillard
Pour les articles homonymes, voir Dillard.
François-Xavier Dillard, né le 6 octobre 1971  à Paris, est un écrivain français.

## Biographie
François-Xavier Dillard est cadre chez EDF lorsqu'il se lance dans l’écriture.

## Œuvres

### Romans
- Un vrai jeu d'enfant

1. Paris : Fleuve Noir, coll. "Thriller", 01/2012, 237 p.  (ISBN 978-2-265-09468-0)[2]
2. Paris : Éd. de la loupe, coll. "Policier", 08/2012, 302 p.  (ISBN 978-2-84868-440-6)
3. Paris : Pocket Thriller n° 17766, 10/2020, 261 p.  (ISBN 978-2-266-30627-0)

- Fais-le pour maman

1. Paris : Fleuve Noir, coll. "Thriller", 03/2014, 283 p.  (ISBN 978-2-265-09759-9)
2. Paris : Pocket Thriller n° 16264, 07/2016, 313 p.  (ISBN 978-2-266-25734-3)
3. Version audio lue par Christian Brouard. La Bazoge : Cdl Éditions, 03/2015. 1 disque compact audio (7 h 30 min) format MP3.  (ISBN 978-2-35383-186-9)

- Austerlitz 10.5, avec Anne-Laure Béatrix

1. Paris : Belfond, 2016, 269 p.  (ISBN 978-2-7144-7335-6)[3]

- Ne dis rien à papa

1. Paris : Belfond, 06/2017, 320 p.  (ISBN 978-2-7144-7623-4)
2. Carrières-sur-Seine : À vue d'œil, coll. "16. Suspense", 12/2017, 440 p.  (ISBN 979-10-269-0185-3)
3. Paris : Pocket Thriller n° 17232, 06/2018, 313 p.  (ISBN 978-2-266-28551-3)

- Réveille-toi !

1. Paris : Belfond, 06/2018, 368 p.  (ISBN 978-2-7144-7979-2)
2. Carrières-sur-Seine : À vue d'œil, coll. "16. Suspense", 10/2018, 456 p.  (ISBN 979-10-269-0275-1)
3. Paris : Pocket Thriller n° 17600, 06/2019, 360 p.  (ISBN 978-2-266-29563-5)

- Prendre un enfant par la main

1. Paris : Belfond, 10/2020, 330 p.  (ISBN 978-2-7144-8201-3)

### Nouvelles
- Ils écouteront jusqu'à la fin..., dans Écouter le noir, anthologie sous la direction d’Yvan Fauth. Paris : Belfond, 05/2019.  (ISBN 978-2-7144-8189-4) ; rééd. Paris : Pocket Thriller n° 17829, 11/2020, p. 89-121.  (ISBN 978-2-266-30693-5)
- Happy World, dans Respirer le noir, anthologie sous la direction d'Yvan Fauth. Paris : Belfond, 05/2022, p. 109-138.  (ISBN 978-2-7144-9591-4)

## Prix littéraires
- Un vrai jeu d'enfant
  - sélectionné pour le prix du Polar de Cognac[1]
  - sélectionné pour le prix Plume de Cristal de Liège[4]
- Fais le pour maman
  - sélectionné pour le prix du Polar de Cognac
  - prix Nouvelles voix du polar 2017[5]